# Arrondissement de Plaisance
L'arrondissement de Plaisance est une ancienne subdivision administrative française du département du Taro créée le 24 mai 1808 dans le cadre de la nouvelle organisation administrative mise en place par Napoléon Ier en Italie et supprimée le 11 avril 1814, après la chute de l'Empire.

## Composition
L'arrondissement de Plaisance comprenait les cantons de Agazzano, Bettola, Borgonovo, Castel San Giovanni, Pianello, Plaisance (deux cantons), Ponte d'Alloglio, Pontenure, Rivergaro et Rotto Fredo.